# John Colgan
John Colgan né dans le comté de Donegal en Irlande vers 1592 et mort le 15 janvier 1658, est un hagiographe et un historien irlandais.

## Éléments biographiques
Ayant rejoint l'ordre des Franciscains, il fut envoyé pour étudier au collège irlandais franciscain Saint Antoine de Padoue de Louvain. On le dit avoir été pour quelque temps professeur de théologie mais il délaissa rapidement la chaire pour se consacrer à l'étude de l'Irlande pour laquelle le collège était réputé.
Le père Hugh Ward (en) († 1635) projetant de réaliser une histoire complète des saints irlandais, avait envoyé en mission en Irlande certains frères (dont Michael O'Clery (en)) afin de rassembler des documents. Hugh Ward mourut avant d'avoir pu progresser dans ce travail mais la documentation rassemblée était disponible. John Colgan, maîtrisant parfaitement la langue irlandaise, avait donc sous la main une excellente collection de manuscrits sur l'hagiographie irlandaise.
Il entreprit un grand travail qui fut publié en six volumes embrassant l'ensemble de l'histoire ecclésiastique de l'Irlande. En 1645, il publie à Louvain le troisième tome des Acta Sanctorum Hiberniae contenant la liste des saints irlandais fêtés durant les mois de janvier, février et mars. Trois autres volumes reprenant les autres saints du calendrier suivront.
Le second volume de la série, intitulé Trias Thaumaturga est publié à Louvain en 1647. Il est consacré aux trois grands saints irlandais : Patrick, Brigitte et Colomba d'Iona. Pendant longtemps, Trias Thaumaturga fut l'unique source d'informations sur saint Patrick (l'ouvrage reprenait les vies de ces saints publiées antérieurement).
En plus de ces Vies, Trias Thaumaturga contient également de nombreux appendices reprenant une multitude d'informations relatives à l'antiquité ecclésiastique en Irlande comprenant des notes critiques et topographiques qui, bien que non exemptes d'erreurs, sont encore une source importante aujourd'hui. 
En 1655 il publie à Anvers une Vie de Jean Duns Scot dans laquelle il tente d'apporter la preuve que ce grand Docteur franciscain est né en Irlande et non en Écosse comme c'est fréquemment admis.
Dans Bibliotheca FranciscanaJohn Colgan est déclaré être mort en 1647, ce qui paraît erroné puisque qu'une annotation autographe figure dans son ouvrage sur Jean Duns Scot attestant qu'il était encore en vie en 1655 lors de la parution de son livre.

## Son œuvre
La qualité de l'œuvre de John Colgan est indéniable. Bien que de constitution chétive, c'était un homme érudit, opiniâtre au travail et doté d'un certain sens critique. Sa grande connaissance de la langue irlandaise lui permit de brasser avec succès l'immense quantité de manuscrits auquel il eut accès (pour la plupart perdus aujourd'hui).  Sa connaissance des traditions existantes, des lieux, des personnes de cette époque en font un auteur de premier plan. Ceci étant dit, John Colgan, bien que disposant d'une maîtrise totale de la langue ne pouvait pas connaitre l'ancien irlandais ou l'irlandais moyen. Il en résulte des approximations dans certaines datations des ouvrages et dans la traduction de certaines expressions anciennes. Reste que ces travaux demeurent inégalés.

### Principaux écrits publiés
- Acta Sanctorum Hiberniae (Louvain, 1645). Intitulé complet: Acta Sanctorum veteris et majoris Scotiae seu Hibernix, Sanctorum Insulae, partim ex variis per Europam MS. Codicibus exscripta, partim ex antiquis monumentis et probatis Auctoribus eruta et congesta; omnia Notis et Appendicibus illustrata. Tomus primus qui de Sacris Hiberniae Antiquitatibus est tertius, Januarium, Februarium et Martium complectens.
- Acta Triadis Thaumaturgae (Louvain, 1647). Intitulé complet: Triadis Thaumaturgae, seu Divorum Patricci Columbae et Brigidae, trium Veteris et Majoris Scotiae, seu Hiberniae, Sanctorum Insulae, communium Patronorum Acta, Tomus Secundus Sacrarum ejusdem Insulae Antiquitatum.
- Tractatus de Vita, Patria, Scriptis Johannis Scoti, Doctoris Subtilis (Anvers, 1655).

### Manuscrits
- De Apostolatu Hibernorum inter exteras Gentes cum Dice Alphabetico de exteris santis (852 pages);
- De Sanctis in Anglia, Britannia, Aremorica, in reliqua Gallia, in Belgio (1068 pages);
- De Sanctis in Lotharingia et Burgundia, in Germania ad senestram et dexteram Rheni, in Italia (920 pages).

Certains de ces manuscrits, si ardemment recherchés, n'ont pas encore été retrouvés (voir Gilbert, MSS nationale d'Irlande, Londres, 1884 ou de Doherty, op cit ci-dessous, 81-82).

## Source
- (en) Cet article est partiellement ou en totalité issu de l’article de Wikipédia en anglais intitulé « John Colgan » (voir la liste des auteurs).